# Битва під Петроварадином
Битва під Петроварадином — битва, що відбулася 5 серпня 1716 року в ході австро-турецької війни між військами Австрійської монархії Габсбургів та Османської імперії поблизу фортеці Петроварадин. Османи намагалися захопити фортецю, проте зазнали нищівної поразки від австрійців на чолі з Євгеном Савойським.

## Передумови
Улітку 1715 року Османська імперія заново висловила претензії на Пелопоннес, який за Карловицьким миром 1699 року відійшов Венеції. Турки на чолі з великим візиром Дамат Сілахдар Алі-пашею вдерлися в Королівство Морея (венеційське володіння на Пелопоннесі) й завоювали його. Уклавши союз із Венецією, Австрія вимагала, щоб Османська імперія повністю покинула Морею й компенсувала збитки Венеції. Великий візир, будучи впевненим у поразці Габсбургів та навіть поверненні Угорщини під владу Османської імперії, 15 травня 1716 року оголосив Австрії війну.

## Підготовка до битви та сили сторін

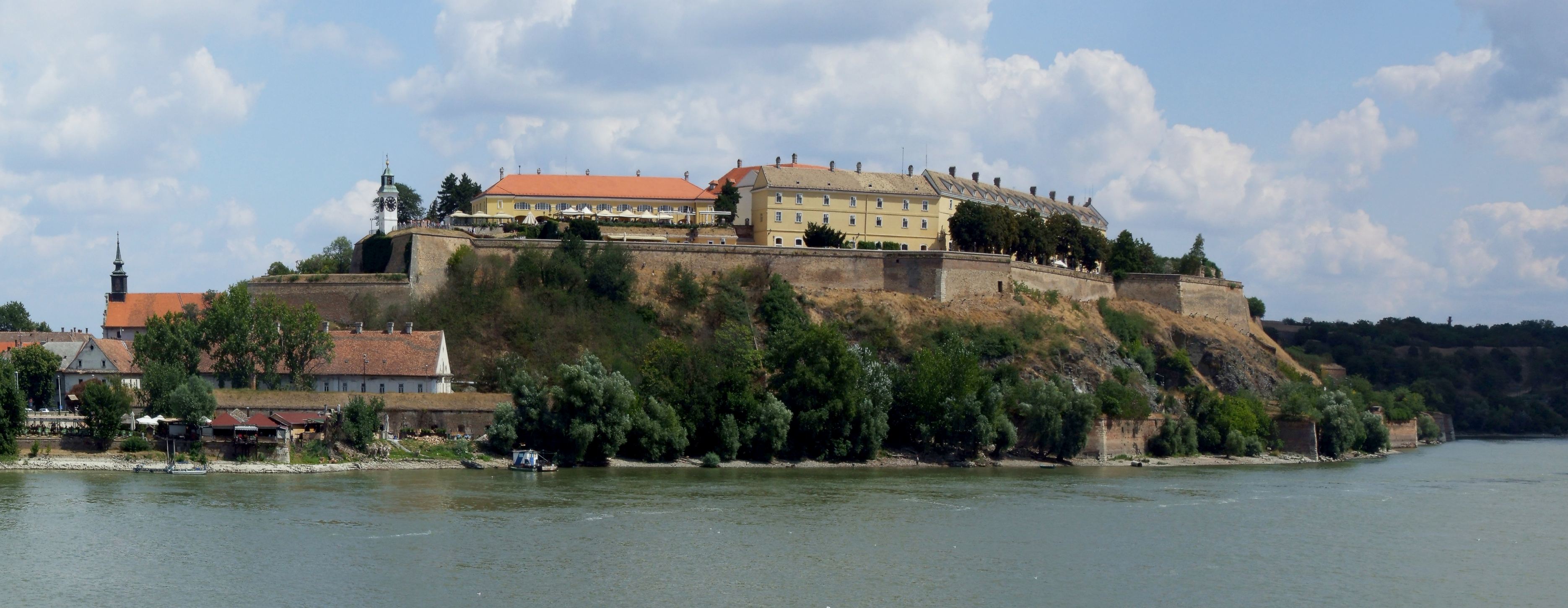
Петроварадинська фортеця

Дамат Алі-паша, зять султана Ахмеда III, покинув Стамбул зі 120-тисячним військом і за три місяці прибув до Белграда. Там він консолідував 150-тисячну армію, основу якої складали 41 тисяча яничарів та 30 тисяч сипахів; також до неї долучилися війська з Криму та Волощини. 26 липня в місті Земун османське військо перейшло річку Сава й рушило в напрямку міста Сремські Карловці на правому березі Дунаю, який контролювали війська Габсбургів.
Командувач австрійських військ, принц Євген Савойський, вирішив зустріти османів під Петроварадином. 9 липня він прибув до Петроварадинської фортеці й розпочав зведення укріпленого табору всередині неї. Згодом принц перекинув 60-тисячну імперську армію з її казармів у місті Футог до Петроварадина. У гарнізоні Петроварадинської фортеці налічувалося 8000 солдатів, переважно сербів. В австрійській армії також служили хорватські та угорські піхотні й кавалерійські полки (приблизно 42 тисячі солдатів), сербські війська з Воєводини та союзницькі сили з Вюртемберзького герцогства. 2 серпня відбулося перше зіткнення між ворожими військами: невелика група солдатів на чолі з графом Яношем Палффі вийшла у розвідку позицій турків та зіткнулася з 10-тисячним військом неподалік Карловців. Австрійці намагалися повернутися до свого табору, однак втратили в бою 700 солдатів; до того ж, у полон потрапив та був убитий фельдмаршал-лейтенант граф Венцель Зігфрід фон Бройнер. Наступного дня війська Дамат Алі-паші дісталися Петроварадина й розпочали бомбардування, а також риття тунелів для закладання вибухівки з метою підриву її мурів. Основна частина імперських сил перетнула Дунай двома понтонними переправами й отаборилася поблизу Петроварадина 4-5 серпня. Під час прибуття австрійських сил місце подій накрив снігопад — рідкісне явище для Балкан у серпні.

## Битва

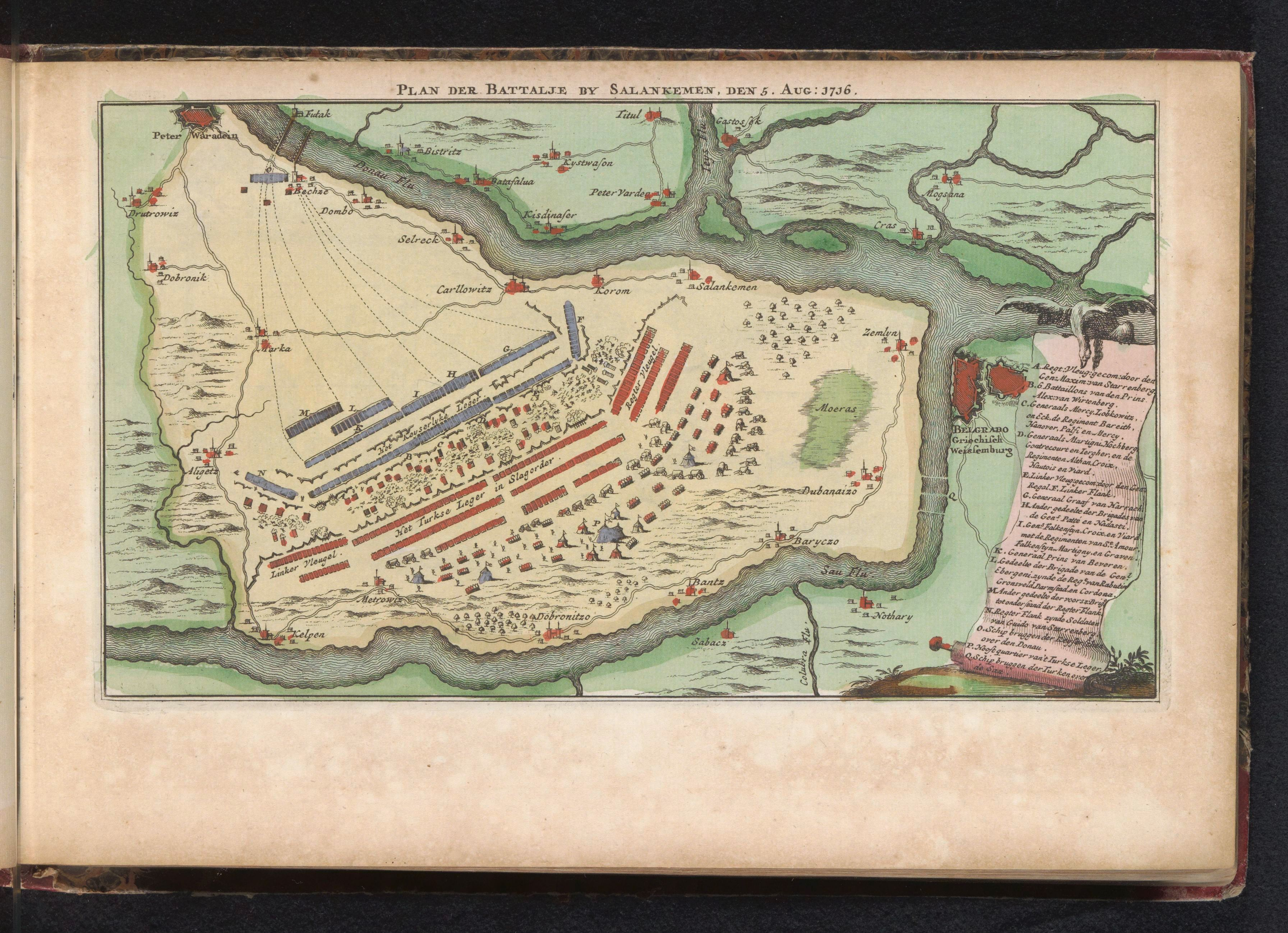
План Петроварадинської битви на мапі 1935 року

Зважаючи на чисельну перевагу турків, принц Євген Савойський розмістив свої війська одним флангом на Дунаї та ще одним на фортифікаціях — траншеях, зведених поруч із полем бою. Битва відбулася 5 серпня на південь від мурів Петроварадинської фортеці. Переміщення австрійських військ було затримане снігопадом, що пошкодив мости на Дунаї. Євген Савойський як командувач австрійських сил зайняв позиції на пагорбі, звідки міг командувати своїми військами.
З боку австрійців до битви були підготовлені 64 батальйони, 187 кавалерійських ескадронів та 80 гармат. Піхота на чолі з фельмаршалом Зігфрідом Гайстером та Гвідо Штарембергом була вишикувана спереду першої траншеї в центрі в три ряди; на лівому фланзі розмістилися основні кавалерійські сили на чолі з Яношем Палффі, на правому фланзі — окрема група з чотирьох кавалерійських полків на чолі з фельдмаршалом Зігбертом Гайстером та генералом кавалерії Еберґені. За межами оборонних валів знаходилася інша група з шести батальйонів на чолі з вюртембурзьким принцом, майбутнім герцогом Вюртембергу Карлом Александром, що слугувала зв'язковою частиною між центром та лівим флангом та була готова вступити в бій у разі потреби. Дамат Алі-паша, командир турецьких військ, будучи впевненим у своїй перемозі, вимагав у Євгена Савойського капітуляції та здачі фортеці. У відповідь той сказав: «Ми атакуватимемо!»
О сьомій годині ранку 5 серпня Євген Савойський наказав розпочати масовану атаку, підтриману фрегатами на Дунаї. Вюртемберзька піхота на лівому фланзі швидко захопила перші османські позиції та батарею з десяти гармат; водночас кавалерія Палффі дала бій османській кінноті. Центральна частина австрійської армії, представлена піхотою, вдарила в яничарські підрозділи, що набагато перевищували чисельність австрійських сил; після цього яничари вирішили витіснити австрійців на їхні початкові позиції. Інше піхотне угруповання на чолі з Гайстером було відбите турками попри те, що воно отримувало допомогу від імперських кірасирів. Коли ряди австрійської армії почалися сипатися, яничари вирішили завдати удару в центр, однак спричинили атаку з боку обох флангів.

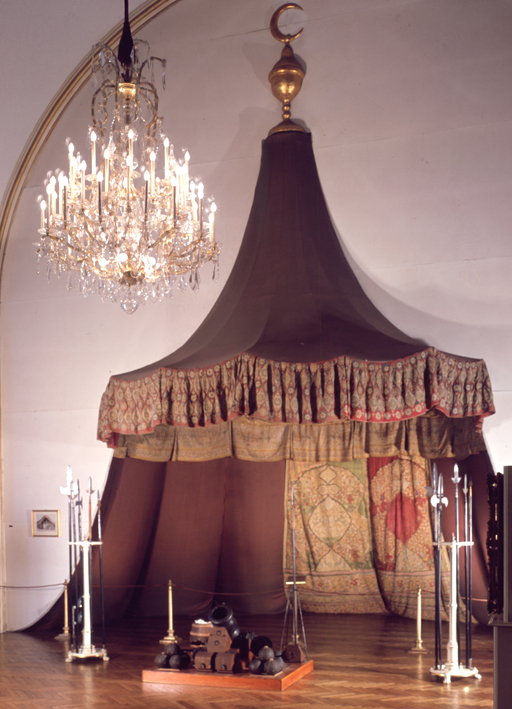
Турецьке шатро, захоплене під час битви

У вирішальний момент Євген Савойський відправив кавалерію Еберґені в атаку на ліве крило турецьких сил, а батальйони Вюртемберга за підтримки кірасирів — на праве крило. Водночас принц відправив резерв на чолі з Леффельгольцом з метою підкріпити сили в центрі. Тим часом гармати в Петроварадинській фортеці почали обстріл турецьких рядів. Сили на чолі з Яношем Палффі відтіснили османську кінноту, водночас заблокувавши яничарам шлях для відступу та втечі. Тоді австрійська піхота завдала удару по силам турків, що залишилися на полі бою. Командувач турецьких сил, Дамат Алі-паша, який відчайдушно кинувся в бій, був убитий; також убиті були управителі Анатолії та Адани, Тюрк Ахмед-паша та Хусейн-паша, разом з 20 тисячами солдатів. Втрати австрійців становили 3695 солдатів та 469 офіцерів. Битва завершилася до другої години по обіді. По завершенню битви принц Євген Савойський у шатрі вбитого Дамат Алі-пащі написав доповідь про битву, де повідомляв про захоплення 172 гармат та 156 прапорів.

## Наслідки
Австрійська армія провела на полі бою 5 та 6 серпня. 7 серпня австрійці переправилися на лівий берег Дунаю. Кавалерійська група з 1400 солдатів за підтримки 200 гусарів на чолі з генералом Карлом Графом фон Екгом розпочала переслідування турків.
За двадцять днів Євген Савойський зі своєю армією дістався Банату; сільські місцевості вдалося підкорити за допомоги сербських загонів. Потім австрійці взяли в облогу фортецю Темешвар, що перебувала під контролем турків з 1552 року. 16 жовтня, після 43 днів облоги, фортеця капітулювала. Белград був захоплений австрійцями 17 серпня 1717 року.